# Ceionius Proculus
Ceionius Proculus (fl. 289) était un homme politique de l'Empire romain.

## Vie
Fils de Marcus Ceionius Varus et de sa femme Rufia Procula.
Il était consul en 289.
Il s'est marié avec Alfenia Juliana, fille de Lucius Alfenius Virius Iulianus, frater arvalis, petite-fille paternelle de Lucius Alfenius Avitianus, fl. 241, et de sa femme Viria Juliana, fl. 241, et arrière-petite-fille de Lucius Alfenius Avitianus et de Virius Lupus et de sa femme Julia. Ils ont eu pour fils Marcus Ceionius Julianus Camenius et Ceionius Apronianus, patron de Cillium, et pour fille, (Ceionia), épouse d'un (Pincius), et mère d'une (Pincia), femme d'Amnius Anicius Paulinus.